# بمهاهاریو
بمهاهاریو (به لاتین: Bemaharivo) یک منطقهٔ مسکونی در ماداگاسکار است که در مارو-ووآی (بخش) واقع شده‌است.
 بمهاهاریو  ۹٬۰۰۰ نفر جمعیت دارد و ۱۲ متر بالاتر از سطح دریا واقع شده‌است.